# Novozybkov
Novozybkov (tiếng Nga: Новозы́бков) là một thị trấn lịch sử ở tỉnh Bryansk, Nga. Dân số: 40.553 (Điều tra dân số 2010); 43.038 (Điều tra dân số 2002); 44.854 (Điều tra dân số năm 1989).